# Bjerndrup (Sydslesvig)
 For alternative betydninger, se Bjerndrup. (Se også artikler, som begynder med Bjerndrup)
 Bjerndrup, Bjerrup (dansk) eller Behrendorf (tysk) er en landsby og kommune beliggende cirka 15 km nordøst for Husum på midtsletten i Sydslesvig. Administrativt hører kommunen under Nordfrislands kreds i den nordtyske delstat Slesvig-Holsten. Kommunen samarbejder på administrativt plan med andre kommuner i omegnen i Fjolde kommunefællesskab (Amt Viol). I kirkelig henseende ligger byen i Fjolde Sogn. Sognet lå i Nørre Gøs Herred (Slesvig), da området tilhørte Danmark.

## Geografi
Bjerndrup er beliggende på det højreliggende gest. Omegnen er landbrugspræget med næsten ingen skovstrækninger. I syd danner Arlåen grænsen mod Svesing Sogn med kommunerne Arenfjolde (Arnfjolde) og Immingsted, i øst mod nabobyen Bondelum. Ved skellet mod Solved lå tidligere Rørmose. Der er flere vindmøller i omegnen.

## Historie
Bjerndrup (Bjerrup) er første gang nævnt 1309 (Dipl. dan. 2, 8, 155). På sønderjysk udtales navnet Bjerrup, på nordfrisisk Bjarntrop. Forleddet er Biarna, der kan være gengivelse af mandsnavn glda. Bjorn eller gengivelse af dyrnavnet bjørn